# Каприља Ирпина
Каприља Ирпина (итал. Capriglia Irpina) је насеље у Италији у округу Авелино, региону Кампанија.
Према процени из 2011. у насељу је живело 2281 становника. Насеље се налази на надморској висини од 533 м.

## Становништво
| 1951. | 1961. | 1971. | 1981. | 1991. | 2001. | 2011. |
| ----- | ----- | ----- | ----- | ----- | ----- | ----- |
| 2.460 | 2.166 | 1.969 | 2.027 | 2.159 | 2.281 | 2.417 |